# Floricienta: en el Gran Rex
Floricienta: en el Gran Rex o Floricienta en el Teatro 2004 (posteriormente renombrado Floricienta en vivo tour) fue la primera gira de conciertos a nivel nacional de la telenovela juvenil e infantil argentina de Canal 13, Floricienta. El elenco recorrió distintos puntos de Argentina en 2004. 

## Elenco
- Florencia Bertotti como Florencia
- Juan Gil Navarro como Federico
- Benjamín Rojas como Franco
- Isabel Macedo como Delfina
- Diego Child como Facha
- Nicolás Maiques como Nico
- Lali Esposito como Roberta
- Stefano De Gregorio como Tomas
- Micaela Vazquez como Nata
- Muni Seligmann como Clara

## Lanzamiento en DVD
Al igual que otras producciones de Cris Morena, se confirmó la grabación del espectáculo teatral en el Gran Rex. El especial llamado Floricienta en el Teatro salió a la venta en formato de DVD en Argentina, Uruguay e Israel en 2004; mientras que en Perú, México y otros países de la región salió a la venta entre 2005 y 2006. Años más tarde, en 2012, fue transmitido a través de Telefe. 

### Contenido
El DVD incluye:
- Show completo
- Backstage
- Videoclip de «Por qué»
- Sinopsis
- Ficha técnica
- Ficha artística
- Selección de escenas

## Especiales televisivos
El 22 de enero de 2005 se emitió a través de Disney Channel Latinoamérica un especial exclusivo del canal con todo lo que no se vio del espectáculo en el Estadio Vélez Sarsfield titulado Especial: Floricienta en Vélez o El especial de tus sueños. El especial también incluía backstage y entrevistas con los protagonistas.
8 años después, en 2012, se emitieron en la cadena Telefe los shows completos en el Gran Rex y en Vélez como especial tras el enorme éxito en audiencia de las repeticiones.

## Recorrido y recepción

### Antecedentes
En marzo de 2004 tuvo lugar la presentación oficial de Floricienta en el Four Seasons Hotel de Buenos Aires, dónde se interpretaron por primera vez las canciones que conformarían la banda sonora de la tira.Después del fenómeno causado en Argentina ante el debut nacional de la serie, acompañada del lanzamiento de su primer material discográfico, Floricienta y su banda, el 26 de mayo se anunció la primera gira de conciertos del elenco en Buenos Aires y el interior del país.
Floricienta en el Teatro se estrenó el 10 de julio de 2004 en el Teatro Gran Rex de Buenos Aires, contando con un gran musical en vivo al estilo de Broadway durante las vacaciones de invierno de ese mismo, siguiendo el estilo de anteriores producciones teatrales de Cris Morena, como Chiquititas, Rebelde Way y Rincón de Luz. La demanda de entradas fue extremadamente alta y algunos conciertos se agotaron en minutos. Para satisfacer la gran demanda por parte del público, el elenco realizó dos conciertos extra a fin de año en el Estadio José Amalfitani con más de 40.000 entradas vendidas para cada una de las dos funciones, marcando un récord histórico de audiencia para el teatro en el país siendo el primer espectáculo infantil en llenar un estadio en un fin de semana ante más de 80.000 personas. Después de realizar más de 60 funciones y presentarse ante más de 190.000 espectadores en la Ciudad de Buenos Aires, el musical también se presentó en La Plata, Córdoba y Rosario.

## Presentaciones
| Fecha                                                                     | Ciudad       | País      | Lugar                            |
| ------------------------------------------------------------------------- | ------------ | --------- | -------------------------------- |
| América Latina                                                            |              |           |                                  |
| 10 de julio de 2004 - 8 de agosto de 2004 (50 funciones)                  | Buenos Aires | Argentina | Teatro Gran Rex                  |
| 6 de noviembre de 2004 - 7 de noviembre de 2004 - 11 de noviembre de 2004 | Córdoba      | Argentina | Orfeo Superdomo                  |
| 14 de noviembre de 2004                                                   | La Plata     | Argentina | Estadio Único Ciudad de La Plata |
| 5 de diciembre de 2004 - 8 de diciembre de 2004 - (4 funciones)           | Rosario      | Argentina | Estadio Gigante de Arroyito      |
| 18 de diciembre de 2004 - 19 de diciembre de 2004                         | Buenos Aires | Argentina | Estadio Jose Amalfitani          |